# Нелліс (авіабаза)
Авіаба́за Нелліс (англ. Nellis Air Force Base, (IATA: LSV, ICAO: KLSV, FAA ідент. місц.: LSV) — діюча військово-повітряна база Повітряних сил США розташована в центральній частині пустелі Мохаве в штаті Невада, неподалік від адміністративного центру округу Кларк, міста Лас-Вегас.

## Зміст
Авіаційна база Нелліс була заснована у жовтні 1941 року. Підставою для створення авіаційного комплексу для підготовки пілотів винищувальної та бомбардувальної авіації став початок Другої світової війни в Європі. Після вторгнення німецького вермахту до Польщі, у квітні 1940 року частина земель у південній Неваді була виділена під потреби Військового міністерства. 5 січня 1941 року виділена ділянка була позичена військовим, де протягом року відбувалися підготовчі роботи з будівництва аеродрому. З середини почали будувати комплекс казарм для розміщення особового складу, а у грудні 1941 року для льотної підготовки до Нелліс Філд прибули перші 10 навчальних літаків AT-6 Texan та 17 бомбардувальників Martin B-10.

## Дислокація
На авіаційній базі Нелліс за станом на 2016 рік базуються формування Бойового Командування Повітряних сил США, а також окремі частини та формування інших видів збройних сил США.
Основні формування:
- Центр ведення бойових дій ПС США
  - 57-ме тренувальне крило (F-15C/D/E, F-16C/CG/CJ/D/DG/DJ, OA/A-10A, HH-60G, RQ-1A)
  - 99-те крило

## Галерея

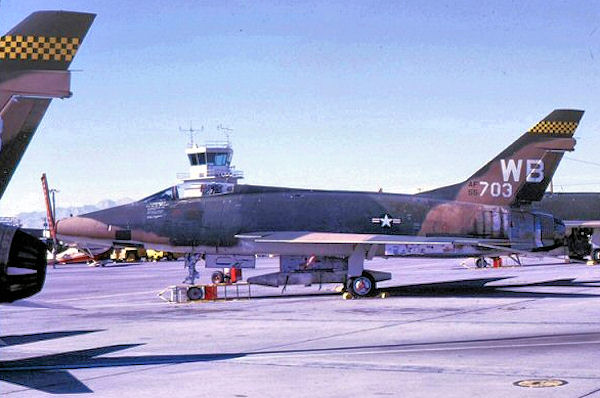
Винищувач F-100D «Супер Сейбр» на злітній смузі аеродрому Нелліс. 1966
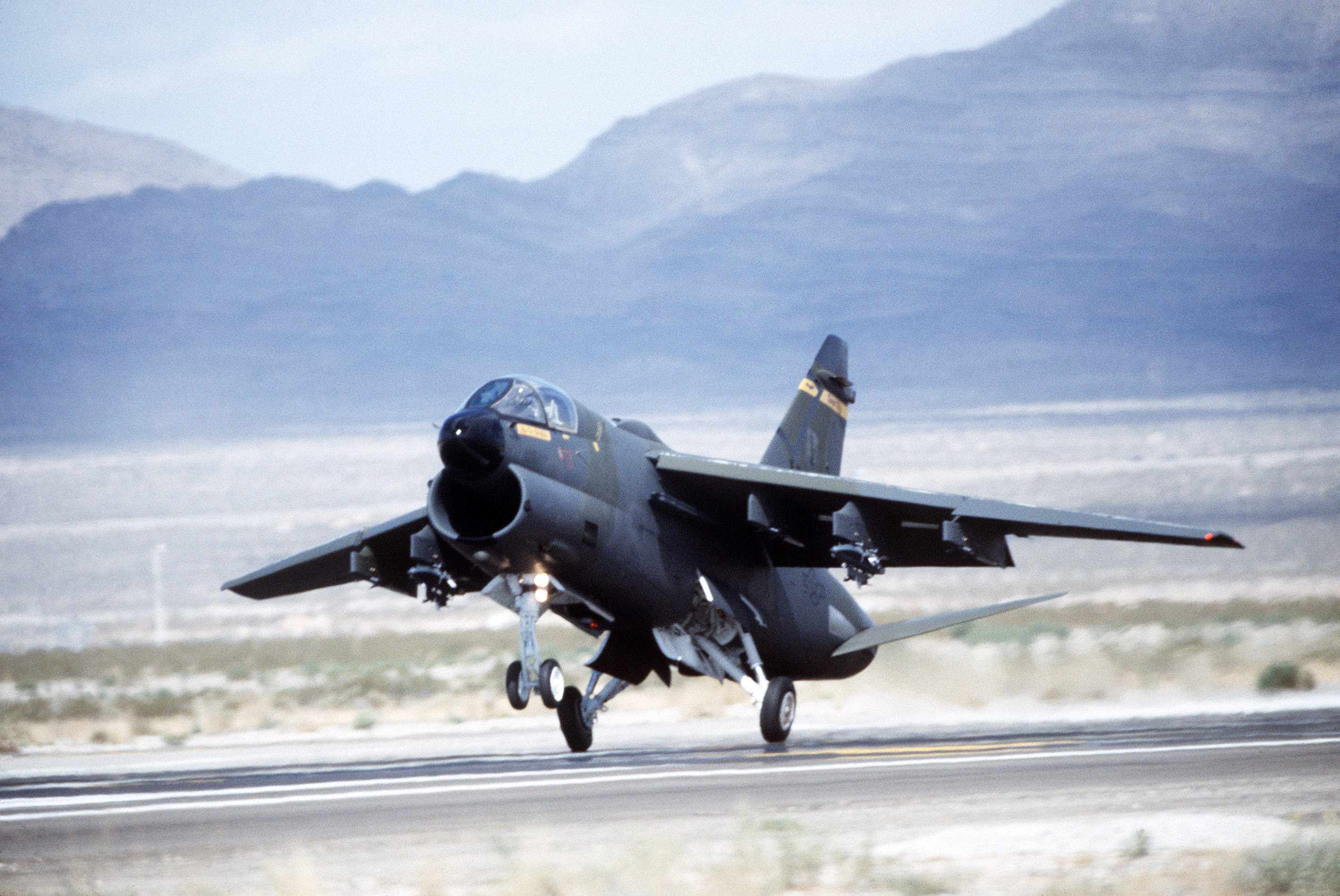
Штурмовик A-7D «Корсар» II здійснює посадку на аеродром Нелліс. 1985
Винищувачи F-16 Fighting Falcon під час тренування повітряного бою над аеродромом Нелліс. 1996
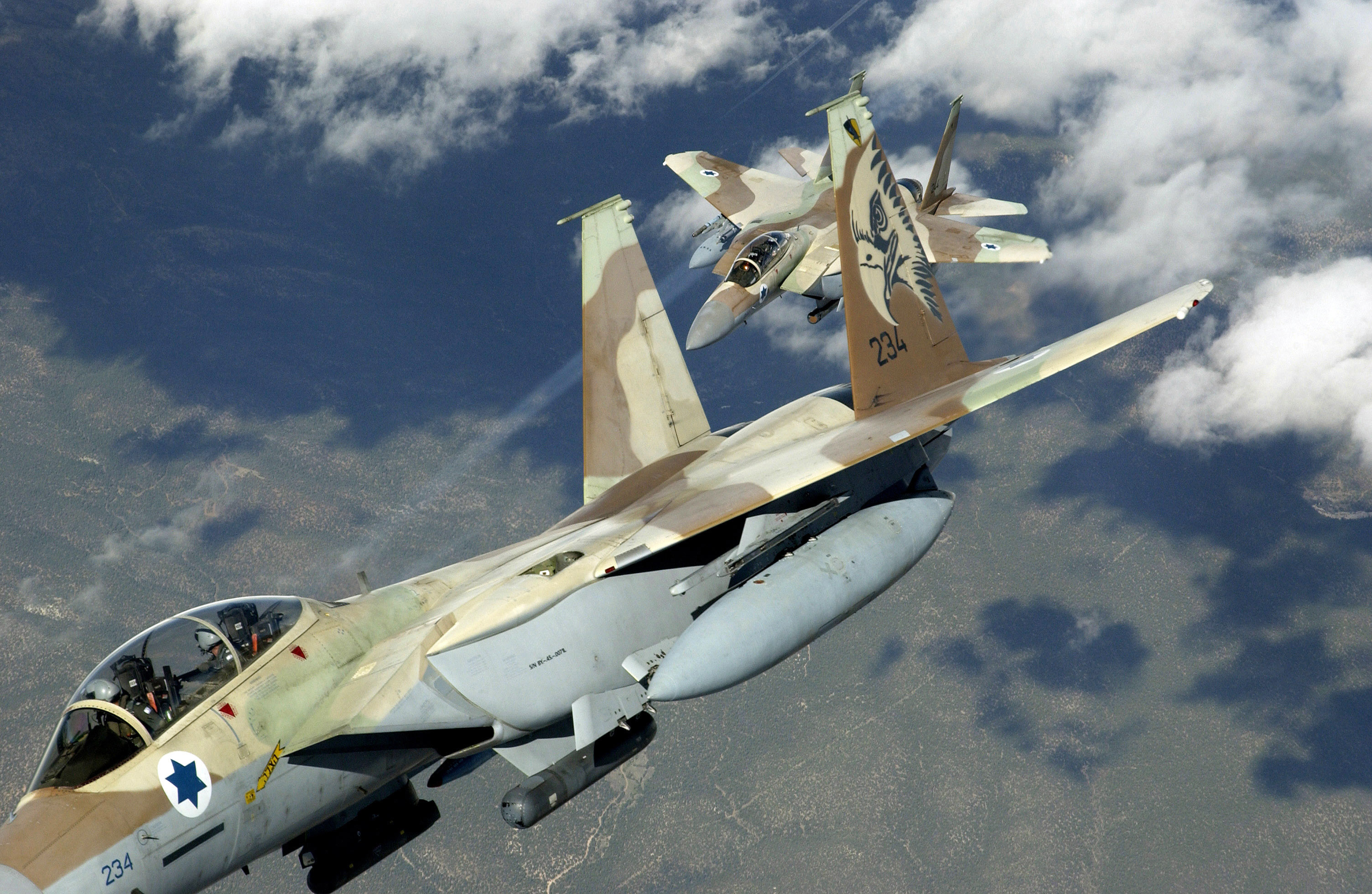
Пара ізраїльських винищувачів F-15A «Ігл» проходить практику у протизенітному маневрі на базі Нелліс. 2004
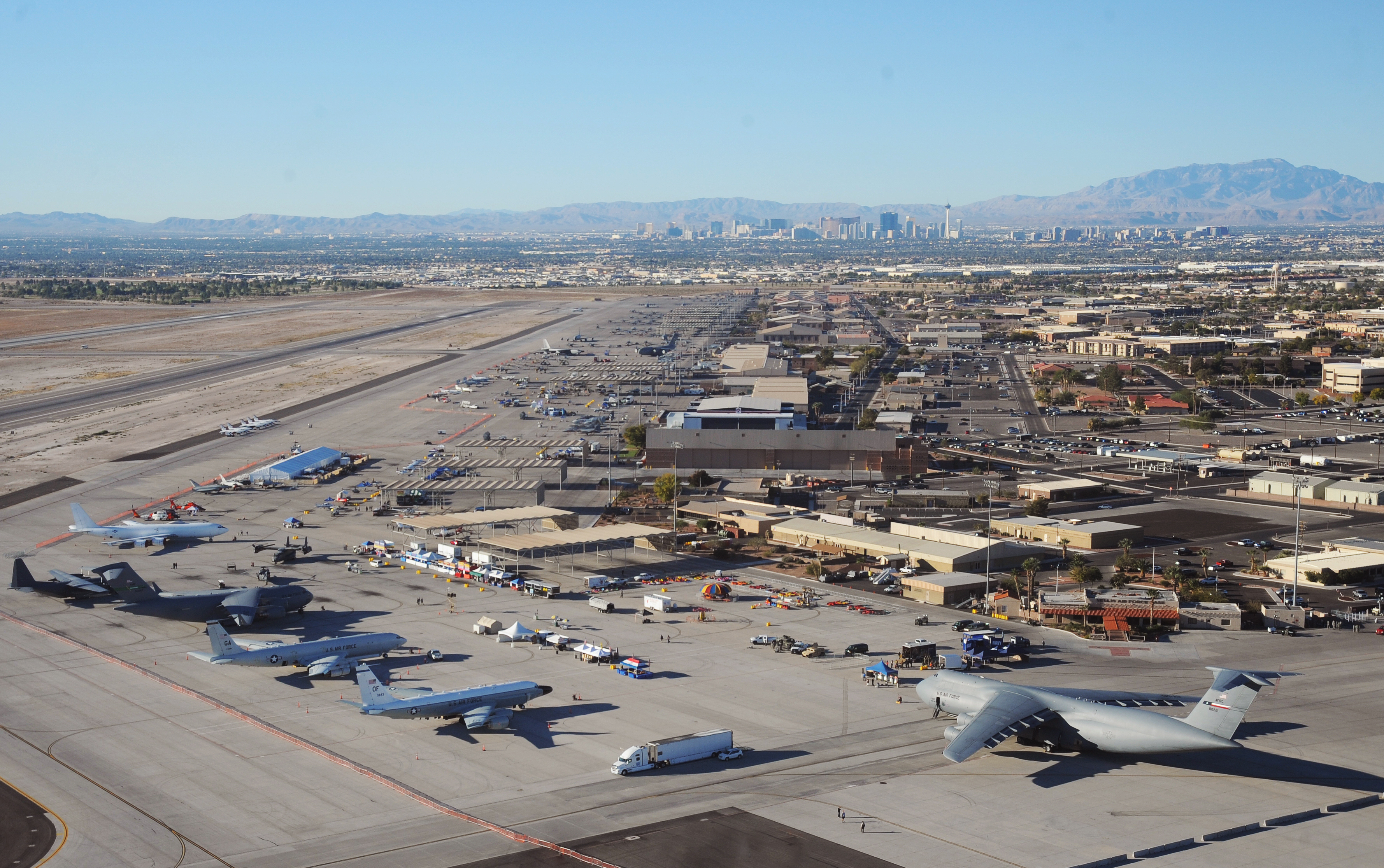
Авіашоу Лас-Вегаса на аеродромі бази Нелліс. 2010
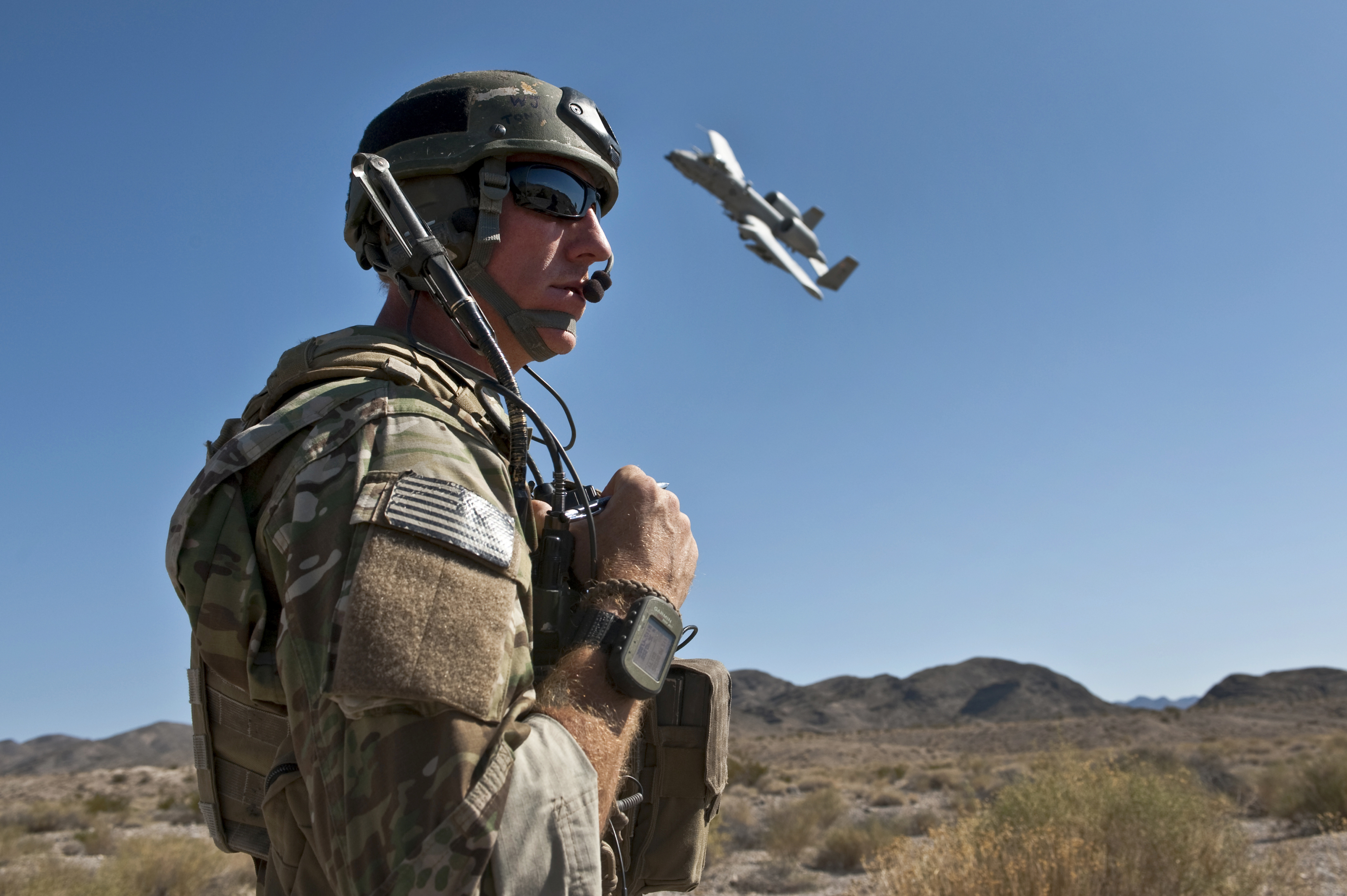
Бойові контролери Повітряних сил проходять практичні заняття з наведення штурмовика A-10 «Тандерболт» II на ціль. 2011
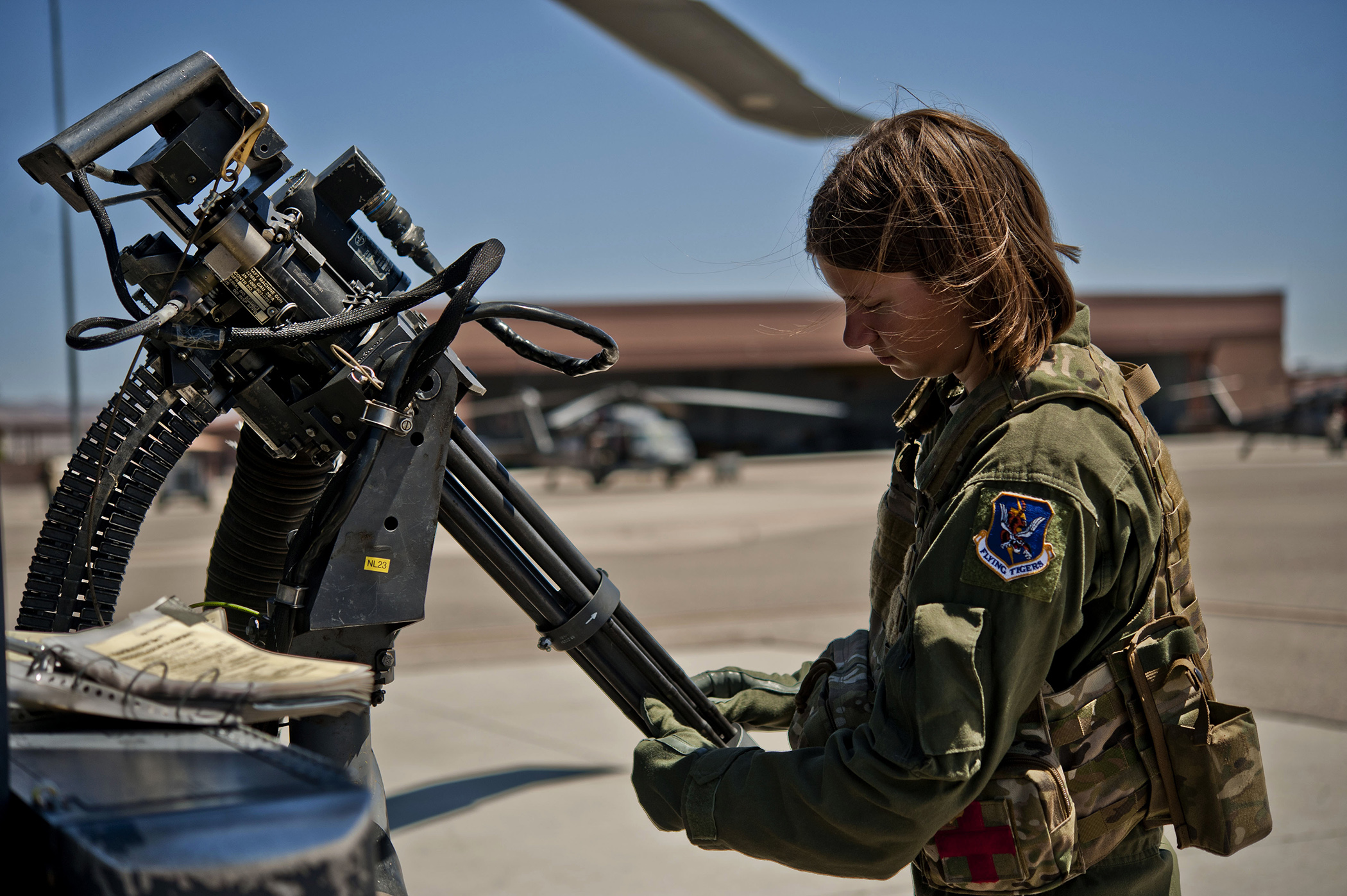
Підготовка багатоствольного скорострільного кулемету GAU-2 на вертольоті HH-60 «Пейв Хоук» до вильоту. 2013
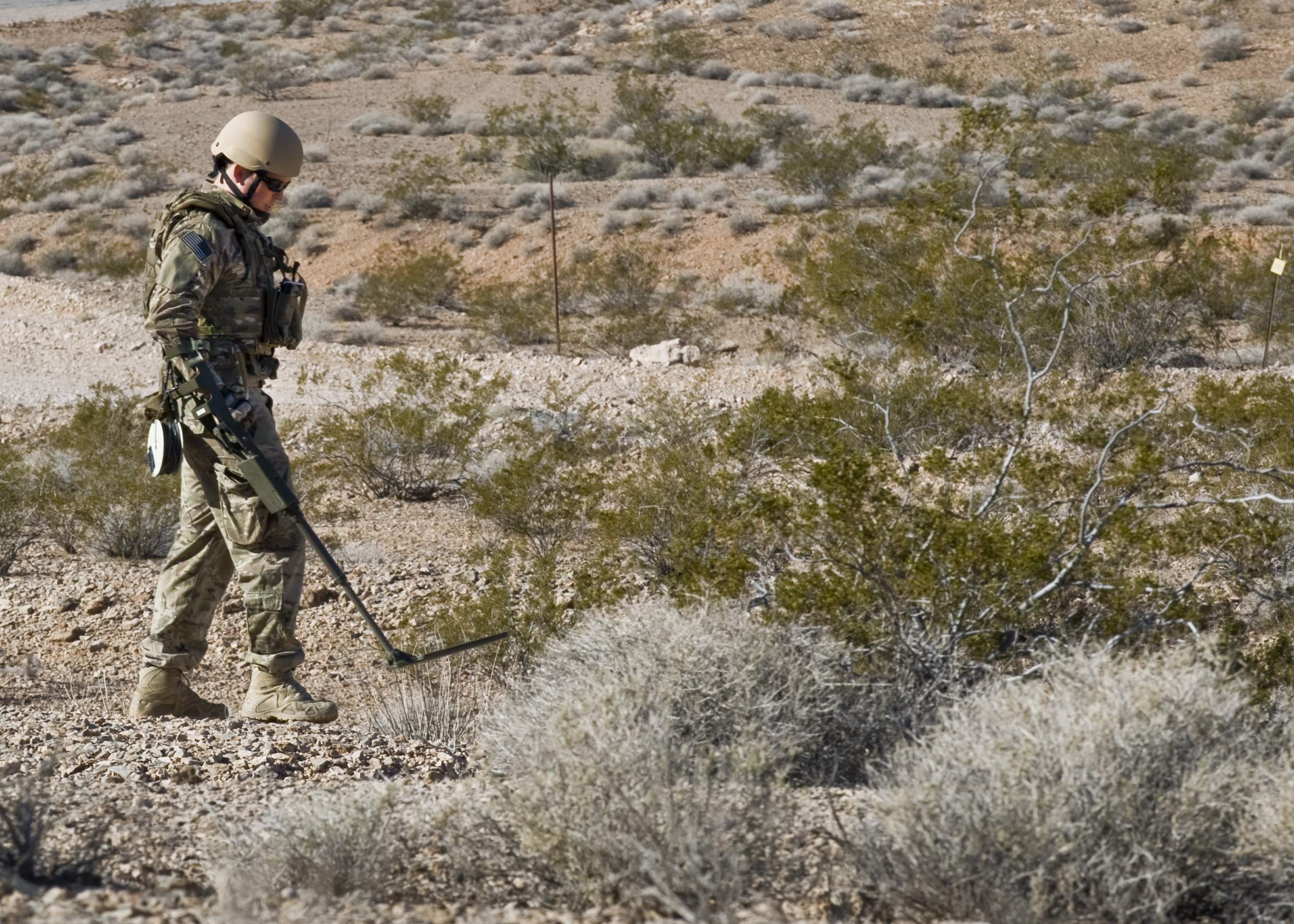
Тренування в розмінуванні місцевості. 2013
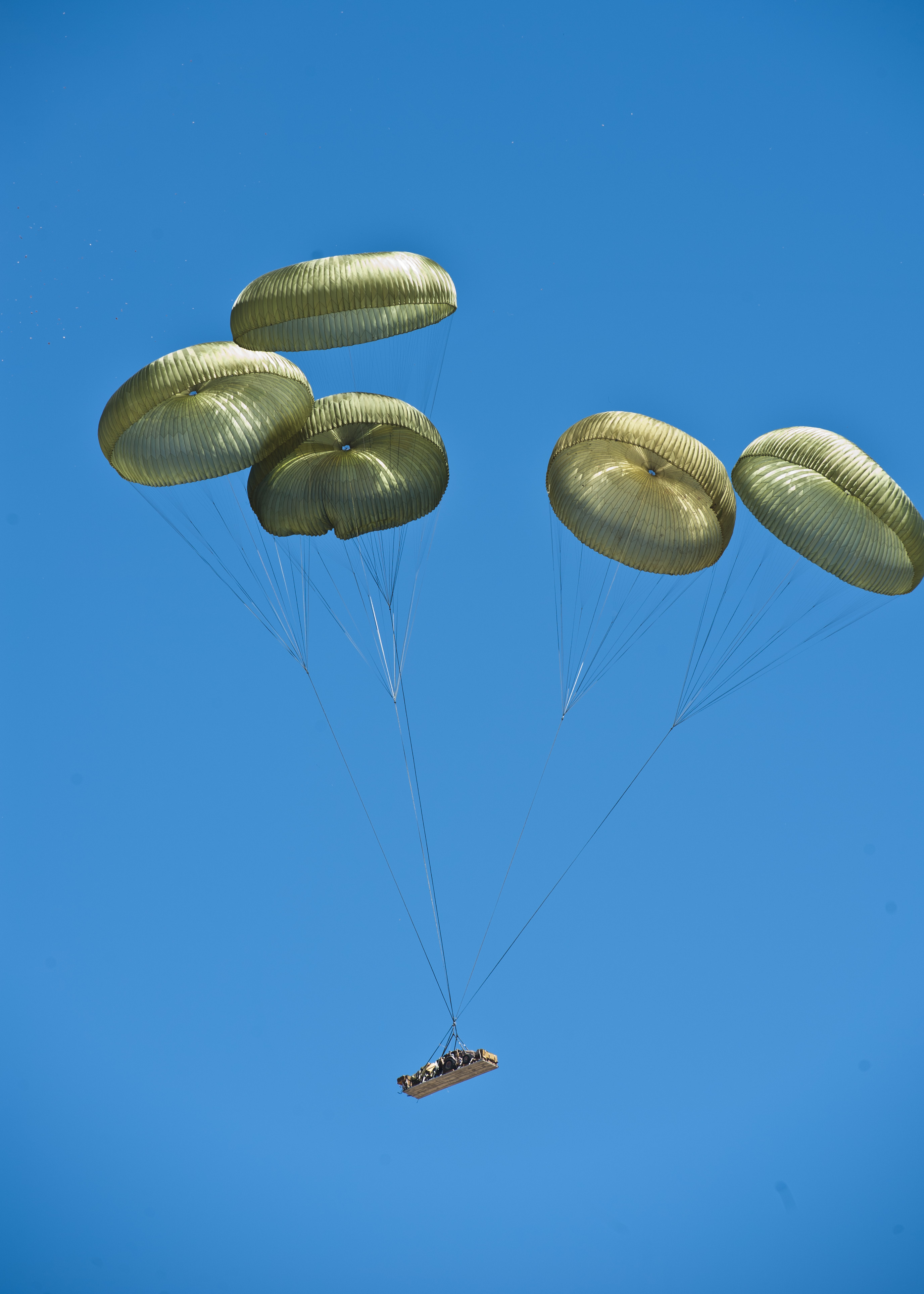
Десантування вантажів багатокупольними парашутними системами на навчаннях. 2013
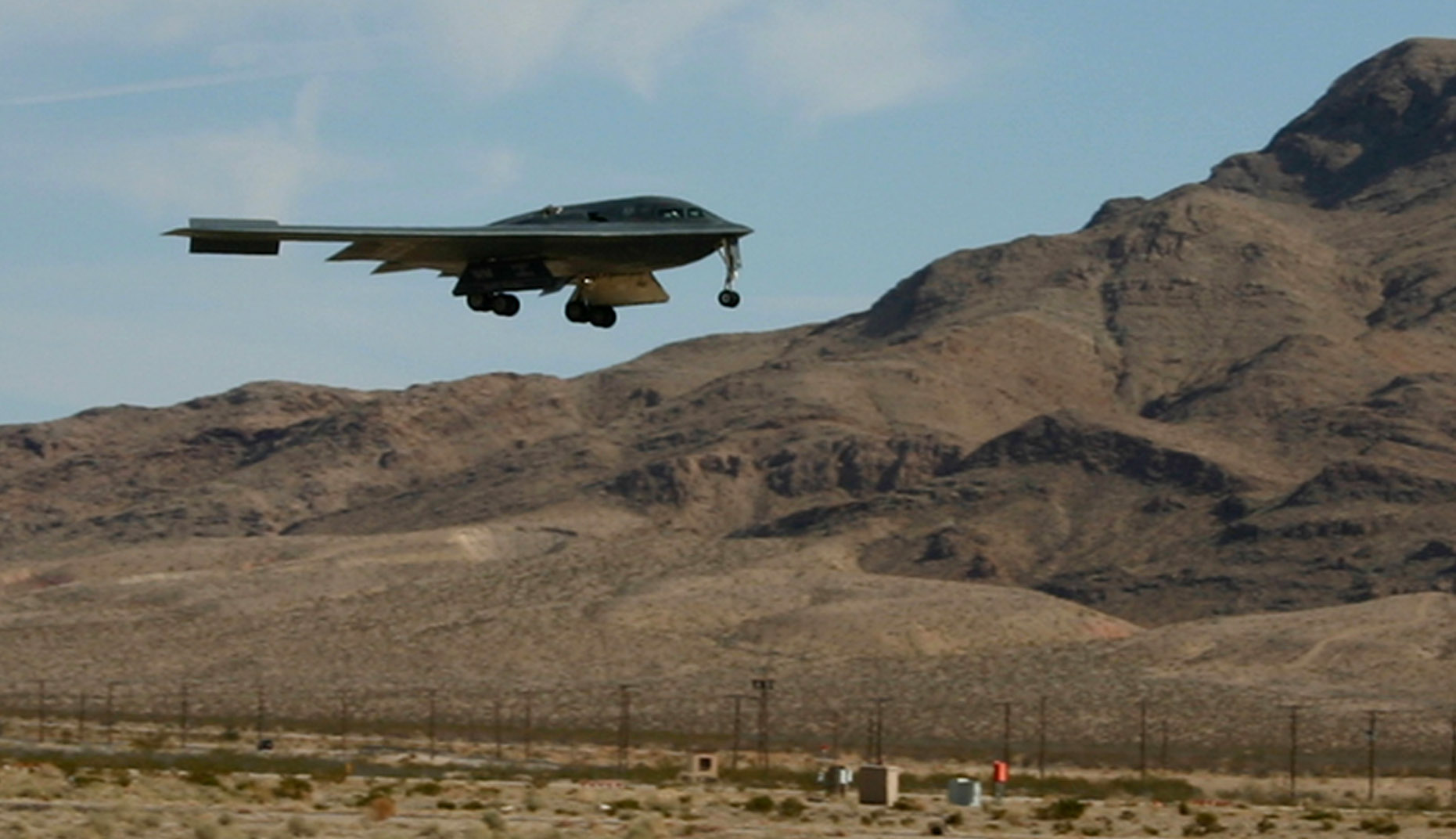
Малопомітний стратегічний бомбардувальник B-2 «Спіріт» сідає на базу. 2014
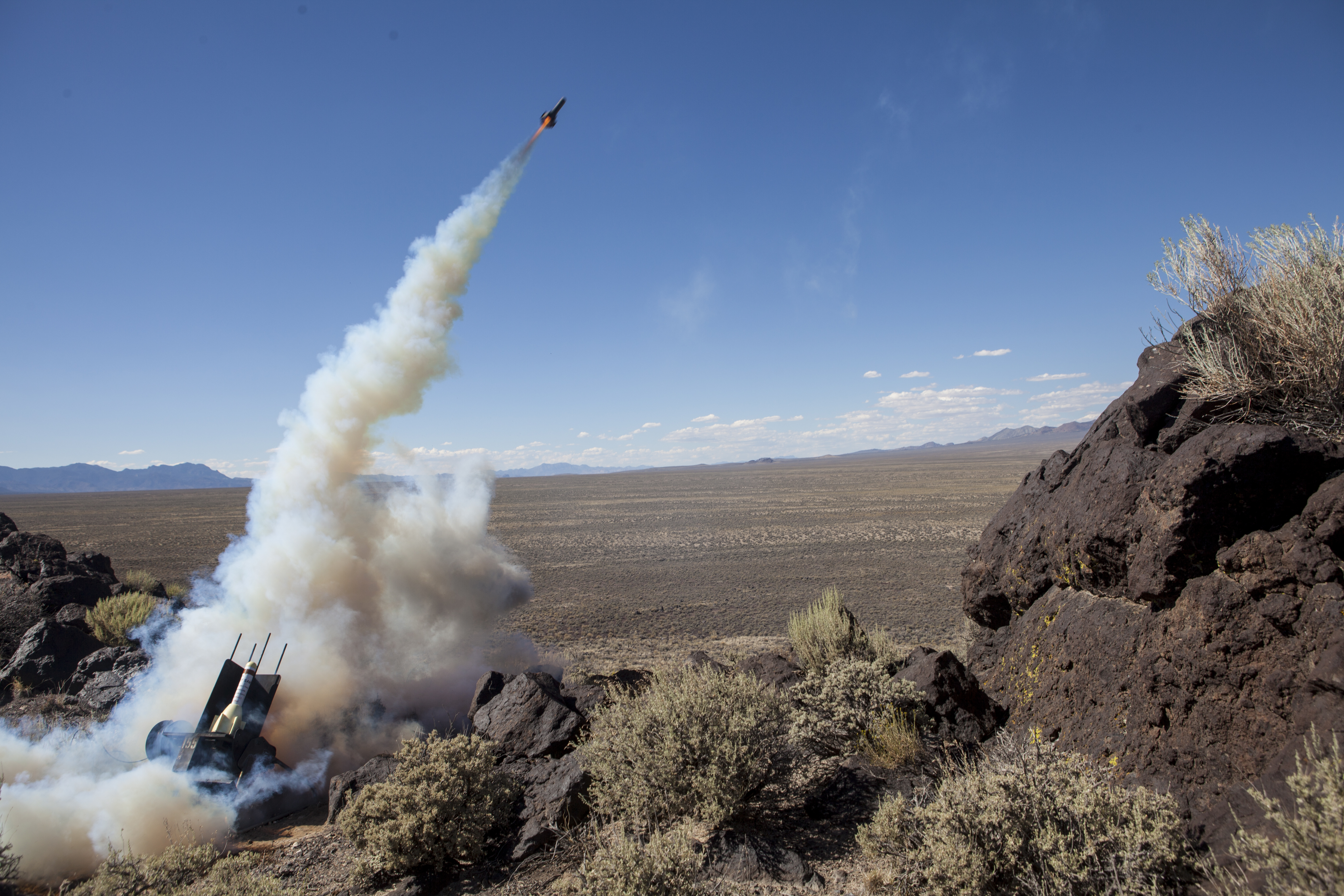
Стрільба зенітного ракетного комплексу по цілях у ході навчань «Червоний прапор». 2015